# Грузовые суда (пьеса)
«Грузовые суда» — комедия древнегреческого драматурга Аристофана, написанная и поставленная предположительно не позже 420-х годов до н. э. Её текст практически полностью утрачен, сохранился только ряд коротких фрагментов, процитированных более поздними античными и средневековыми авторами (фрг. 32—48). Предположительно грузовые корабли составляли в этой пьесе хор.
Согласно античному предисловию к комедии «Мир», Аристофан написал «Грузовые суда» «в защиту мира».